# Rådyr
Rådyret (latin: Capreolus capreolus), Europas mindste hjorteart, er almindelig i det meste af Europa og Lilleasien, også i Danmark, hvor man har fundet rådyrknogler helt tilbage fra for 8.000 år siden. 
Braklægning og skovrejsning har givet råvildtet bedre leveforhold, og det anslås, at der er op imod en halv million rådyr i Danmark i dag. På grund af den større bestand er jagtudbyttet også steget til omkring 100.000 stykker råvildt årligt, uden at bestanden falder.
Rådyret trives alle steder med gode græsningsmuligheder og mulighed for skjul i form af småskove og krat og er dermed meget tilpasningsdygtigt, selv til vores kulturlandskab i Danmark. At rævebestanden de senere år har været plaget af skab har sikkert medvirket til rådyrets fremgang, da rævene normalt tager omkring 60 % af rålammene i en sæson. Kun på enkelte øer findes rådyret ikke. Andre steder – f.eks. på Bornholm – er en bestand blevet genopbygget ved udsætning, efter den blev udryddet på grund af rovdrift. Parringssæsonen er i juli-august. Hannen kaldes en buk og hunnen, råen, bliver kønsmodne omkring etårsalderen. I det fri kan et rådyr nå en alder på 10-12 år, mens det i fangenskab kan blive op til 17 år gammelt.

## Udseende
Rådyret har en kropslængde på 0,9-1,3 meter og en vægt på omkring 20-30 kilo. Skulderhøjden er 60-90 centimeter. Halen er meget kort, blot 2,5-3,5 centimeter. Pelsen er rødbrun i sommertiden, men gråner frem mod vinteren. Halepartiet er hvidt og kaldes ”spejlet”. Hannen (bukken) har et lille forgrenet gevir kaldet en opsats med op til seks ender. Opsatsen falder af hvert år i november, hvorefter en ny gror ud i løbet af vinteren. 
Den nye opsats er omgivet af et blodfyldt lag lodden hud, der forsyner opsatsen med næring under væksten. Hudlaget kaldes ”basten”. I foråret, når opsatsen er udvokset og forbenet, svinder blodkarrene ind, og der dannes et væskelag under huden, så basten kommer til at sidde løs. Når dette sker, medfører det kløe, og bukken gnubber derfor opsatsen mod træer og buske, hvilket får laget til at skrælle af. Det går hårdt ud over træerne, da bark og smågrene rives af i denne proces og er et tydeligt spor efter bukken i skoven. Adfærden kaldes, at bukken ”fejer” geviret. Bukken æder den afgnubbede hud. Opsatsen er helt hvid lige efter fejningen, men bliver hurtigt mørkere.

## Føde
Rådyret er en drøvtygger, det veksler mellem at gå og søge føde og at ligge skjult i vegetationen og tygge drøv. Rådyret æder en meget varieret kost af mere end 1.000 forskellige plantearter i dens udbredelsesområde. Omkring 54 % af føden består af urtelignende planter, mens omkring 25 % udgøres af blade og grene fra buske og træer. Den er meget selektiv og æder sjældent det meget fiberholdige græs, men foretrækker, hvis muligt, at nippe de mest energiholdige og vandrige dele af urter og løvtræer. Rådyrets mave er forholdsvis lille, og energiniveauet og fordøjelsen er generelt høj, så dyret må æde ofte, gerne 5-11 måltider i døgnet. Rådyr æder gerne urter, løv, skud, kno-pper og korn, men kan også finde på at skrælle barken af træer eller æde bær og svampe. Derimod undgår rådyret det meste af ranunkelfamilien, en del grovere græsser og en del krydderurter som f.eks. malurt. Rådyret lever udmærket side om side med udprægede græsædere som dådyr og kronhjort, da de ikke konkurrerer om føden. Som mennesket kan rådyret ikke selv danne c-vitamin, men vitaminet må tilføres gennem kosten. 
Vintertiden er barsk for rådyret. Da det er en forholdsvis lille hjorteart, har den brug for energirig føde for at opretholde sit aktivitetsniveau. Vinterens fødeudbud giver ikke den energi dyret normalt har behov for. Rådyret er derfor på en række områder særligt tilpasset vinterens knappe fødeudvalg. Rent adfærdsmæssigt nedsætter rådyret sin aktivitet fra op mod 13 timers aktivitet om sommeren til omkring 8-10 timers aktivitet om vinteren. I de koldeste perioder tilbringer dyret meget tid med at ligge stille i skjul for at spare energi. Den føde, dyret kan finde, giver ikke engang den energi tilbage, som rådyret ville skulle bruge på at finde føden, så det er energimæssigt fornuftigt at bevæge sig så lidt som muligt og i stedet tære på sommerens fedtressourcer. Da rådyrets føde skal være så energirig, er det ikke ualmindeligt at finde rådyr om vinteren, der er døde af sult, selvom de har maven fyldt med mad.
Perioderne med drøvtygning er også forlænget om vinteren, da den mere fiberholdige føde, der er tilgængelig i den kolde tid, kræver længere forarbejdning. En drøvtyggerperiode om vinteren kan strække sig op til halvanden time, mens den om sommeren typisk varer omkring trekvart time. Ud over adfærdsmæssige tilpasninger sker der også fysiologiske tilpasninger til vinterens fødeknaphed. Rådyrets stofskifte falder, vommens volumen bliver mindre, og den opsugende overflade mindskes. Råens forlængede drægtighed sparer på dens ressourcer om vinteren, hvor føden er knap. De vintergrønne marker har i de senere år gjort vintrene en smule lettere at overleve for rådyrene. 
Rådyret mangler fortænderne i overkæben. Tænderne er erstattet af en forhornet plade, som undermundens tænder passer op i. Når rådyret bider skud og kno-pper af, bliver biddet derfor flosset i kanten. Om vinteren, når der ligger sne, kan man tydeligt se særlige ædepladser, hvor rådyrene har skrabet sneen væk for at komme til vegetationen nedenunder. Rådyrets specialiserede fødevalg gør den til et skadedyr i de tidlige stadier i en skovs udvikling, hvor de ofte skambider unge træer. 

## Adfærd
Rådyret er mest aktivt omkring solopgang og solnedgang, men hvis det ikke forstyrres, er det også gerne aktivt om dagen. Små flokke af rådyr – kaldet spring – ses ofte græssende om dagen i kort afstand fra veje og bebyggelse.
 Når rådyret vil hvile, skraber det sig et leje, hvor kviste, blade og anden vegetation fjernes, så dyret ligger på den bare jord. Et sådant leje vidner længe om rådyrets besøg.
Når rådyrene bevæger sig omkring i territoriet, følger de et helt bestemt netværk af stier. De ses som små nedtrampede stier i landskabet og kaldes for ”veksler”. Vekslerne følger altid den nemmeste vej igennem et landskab ved at sno sig omkring bakker, sten og faldne træstammer. Flere andre dyrearter anvender rådyrenes veksler, der er markeret med duftspor.
Jages rådyret, afsætter det er skræk-duftstof fra en kirtel, der udmunder foroven mellem klovene. Dette duftstof advarer andre rådyr, der møder dette duftspor i op til flere dage efter. En flok rådyr på flugt ses tydeligt, da de alle løfter den lille hale og viser det tydelige hvide spejl frem. Det gør det nemmere for det enkelte individ at følge flokken, så de forbliver samlet, selv under en panikagtig flugt.
Råbukken ”fejer” hele sommeren, selvom basten på opsatsen fjernes i løbet af få timers fejning. Dette skyldes, at fejningen efterlader tydelige mærker på træer og buske og på den måde fungerer som territorieafmærkning. Den forlængede fejning benævnes derfor territoriefejning. Ved roden af opsatsen sidder en duftkirtel, som afsætter duftmarkeringer, når bukken udviser denne territoriehævdende adfærd. I brunsttiden kan bukken i ophidselse over en påtrængende rival stange og slå opsatsen mod buske og træer. Råbukkens fejning og stangning kan være temmelig voldsom, og man mener, der er tale om en overspringshandling, som bukken foretager for at komme af med et overskud af aggressioner.
I parringstiden kan man være heldig at finde såkaldte hekseringe lavet af rådyr. Det er nedtrampet bevoksning og spor efter rådyrenes parringsleg, hvor råen bevæger sig i ring, fulgt af bukken, gerne rundt om en busk eller en sten.
Dyrene følges om vinteren i store flokke, kaldet "spring" med op til 20 dyr. I foråret, hvor bukkene begynder at opretholde deres territorier, splittes de store grupper op i mindre.

## Spor
Rådyrets spor er lille og smalt, cirka 4,5 centimeter langt og 3 centimeter bredt. Sporet er jævnt i bunden, da trædepuden fortsætter helt ud i spidsen af kloven. Sporene er lidt udadvendte, og normalt ser man ikke mærker efter biklovene. Skridtlængden er 60-90 centimeter, og bagfoden sættes normalt i forfodens spor. Forklovene er ofte lidt spredte, mens bagklovene er samlede. Ved flugt, hvor rådyret bevæger sig i galop, ses gerne spor efter biklovene, springlængden er da omkring 2 meter, men kan komme op på det dobbelte. Under flugt kan rådyret springe over forhindringer på op til 2 meters højde.
Rådyrets sorte eller mørkebrune og citronformede ekskrementer måler 1-1,4 centimeter i længden og er 0,7-1 centimeter brede. Om sommeren afgives de ofte i klynger på dyrenes ædepladser, eller enkeltvis, mens dyret går.

## Rålam
Rådyrene parrer sig i august. Det befrugtede æg har et hvilestadium, der varer helt til januar, hvorefter det begynder at udvikle sig. Ved fødslen af et eller to rålam i maj/juni viser rådyret sin tilpasningsevne til forandringer i dets levesteder. I dag fødes rålammene oftest i en kornmark, hvor de tidligere ville være blevet født i et tæt krat eller i en skov. Råen efterlader lammet i op til 19-20 timer i døgnet de første fire uger, så længe det er for lille til at følge moderen. Råen kan være op til en kilometer væk og vender kun tilbage til lammet, når det skal die. Råens mælk består af omkring 7 % fedtstof og 9 % protein, hvilket er det dobbelte af god komælk. Lammet selv har ingen lugt, så rovdyr ikke får færten af det, samtidig er lammet godt kamufleret med typiske lyse pletter i den rødbrune pels,. Pletterne ligner solens lyspletter på en skovbund og får dermed lammet til at smelte sammen med omgivelserne. 
Lammet kender ikke sin mor særligt godt i de første uger, det følger ethvert større væsen, der kommer forbi, når tiden nærmer sig, hvor råen skulle dukke op. Selv et menneske, f.eks. en landmand, der tilser sin mark kan uden at ville det lokke et lam frem. Rører man et ”efterladt” lam, vil råen sandsynligvis intet have med det at gøre, da det så har en fremmed lugt, og lammet vil dø. Lammet dier ved råen til langt ud på efteråret, og først efter et år skilles de. Råen og lammene bevæger sig inden for et område på 25-50 hektar. Bukkens yngleterritorium er i brunsttiden halvanden gang så stort. Løber et rådyr over vejen, kan man ofte regne med, at der kommer mindst et lam løbende i hælene på råen. I sensommeren og efteråret bliver rigtigt mange rådyr trafikdræbt. Mange påkørte dyr når dog at slippe ind i bevoksningen, selv om de er hårdt såret.

## Jagt
Jagttiden for rådyr er spredt over to perioder:
For sommerbukke, hvor jægere kan skyde bukke med de store udvoksede opsatser, er jagttiden 16. maj til 15. juli. Bukkejagten foregår med riffel eller bue.
For alle rådyr er der en yderligere jagttid, der strækker sig fra 1. oktober til 31.januar. 1. oktober er rålammene dog kun cirka tre måneder gamle og har endnu svært ved at klare sig uden råen. Derfor hersker der en uskreven regel i Danmark om ikke at skyde gammelråen i den første del af sæsonen. I denne jagttid anvendes riffel, bue eller haglgevær. Ved brug af haglgevær foregår jagten som regel som driv- eller trykjagt, hvor dyrene skræmmes hen imod jægerne, der står klar til skud.
Tidligere lod man råvildtet hænge længe, men i dag hænger et ungt dyr kun omkring et til to døgn, mens et ældre dyr skal hænge 8-10 dage. Efter partering og fjernelse af indvolde (kaldet brækning) bliver rådyret skåret ud i ryg, kølle og bove.

## Eksterne kilder, links og henvisninger
- Torben W Langer: ’’Naturen i glimt, fra livets kredsløb’’. København 1973. Side 105, 212, 226.
- Heinz Sielmann: ’’Dyrebørn og deres eventyrlige verden’’. København 1971. Side 61.
- Kristian Hansen, Tommy Dybbro, Michael Stoltze m.fl.: Politikens store naturbog. 1994. Side 190.
- Preben Bang og Preben Dahlstrøm: ’’Dyrespor, fra pattedyr og fugle’’. København 1998. Side 77, 108, 111, 192, 218, 223, 241 – 243, 246.
- Johnny Lund Jeppesen: ’’Rådyret’’ (Natur og Museum, 29. årgang Nr. 4) Århus 1990.
- Alletiders kogebog, Rådyr
- Dyrenes beskyttelse, Rådyr Arkiveret 27. september 2007 hos  Wayback Machine
- www.naturinformation.dk, Rådyr Arkiveret 11. september 2004 hos  Wayback Machine
- [www.jordtilbord.dk/article.asp?id=184) Jord til bord: Rådyr og deres levevis]
- Naturhistorisk Museum Århus, Dyr med lam Arkiveret 26. august 2004 hos  Wayback Machine
- Skov- og Naturstyrelsen: Skovflåter – Viden om
- Rådyr, Billede af Rådyr Arkiveret 13. juni 2011 hos  Wayback Machine Fotos af vilde rådyr + dyrestemmer